# Волков Сергій Олександрович (футболіст)
Сергій Олександрович Волков (біл. Сяргей Аляксандравіч Волкаў, нар. 27 січня 1999, Полоцьк, Білорусь) — білоруський футболіст, півзахисник клубу БАТЕ (Борисов) та національної збірної Білорусі.

## Клубна кар'єра
Розпочинав кар'єру в «Вітебську», в 2016 році почав виступати за дубль клубу. У липні 2017 року відданий в оренду «Орші», де до кінця сезону зіграв у п'яти матчах Першої ліги. У грудні 2017 року повернувся до «Вітебськ».
У сезоні 2018 року знову почав виступати за дубль «Вітебська», а з серпня 2018 року почав потрапляти в заявку основної команди. Дебютував у Вищій лізі 30 вересня 2018 року в матчі проти «Торпедо-БелАЗ» (0:2), вийшовши на заміну в кінцівці зустрічі. У сезоні 2019 року регулярно грав в основній команді, спочатку зазвичай виходив на заміну, а згодом почав з’являтися у стартовому складі.
У сезоні 2020 року став одним з основних гравців вітебського клубу. У липні 2020 року стало відомо про перехід Волкова в борисовський БАТЕ. Угода набула чинності 1 січня 2021 року.

## Кар'єра в збірній
10 вересня 2019 року дебютував у молодіжній збірній Білорусі, вийшовши у стартовому складі в матчі кваліфікації чемпіонату Європи проти Португалії (0:2) і був замінений у другому таймі. Згодом він активно залучився до молодіжної збірної.
26 лютого 2020 року дебютував у національній збірній в товариському матчі проти Болгарії, замінивши на 78-ій хвилині Євгена Шевченка.

## Статистика виступів

### Клубна
| Сезон    | Дивізіон | Клуб       | Країна   | Матчі | Голи |
| -------- | -------- | ---------- | -------- | ----- | ---- |
| 2016     | дубль    | «Вітебськ» | Білорусь | 22    | 6    |
| 2017     | дубль    | «Вітебськ» | Білорусь | 7     | 1    |
| 2017 (2) | Д2       | «Орша»     | Білорусь | 5     | 0    |
| 2018     | Д1       | «Вітебськ» | Білорусь | 2     | 0    |
| 2019     | Д1       | «Вітебськ» | Білорусь | 17    | 1    |
| 2020     | Д1       | «Вітебськ» | Білорусь | 26    | 2    |

### У збірній
| Дата      | Місто | Господарі | Результат | Гості    | Турнір           | Голи | Примітки |
| --------- | ----- | --------- | --------- | -------- | ---------------- | ---- | -------- |
| 26-2-2020 | Софія | Болгарія  | 0 – 1     | Білорусь | товариський матч | -    | 78'      |
| Усього    |       | Матчів    | 1         |          | Голів            | 0    |          |

## Титули і досягнення
- Кубок Білорусі
  -  Володар (1): 2021